# High Museum of Art
Fondé en 1905, le High Museum of Art est le principal musée d'Atlanta en Géorgie. Ses collections permanentes offrent 14 000 œuvres aux visiteurs ; les collections américaines des XIXe et XXe siècles sont particulièrement riches.

## Historique
Le musée a été fondé en 1905 sous le vocable de Atlanta Art Association. En 1926, la famille High, qui a donné son nom au musée, fit don de sa maison familiale sur Peachtree Street pour héberger les collections présentées lors d'une exposition de la collection de J. J. Haverty. Actuellement, de nombreuses pièces de cette collection sont présentées dans le High Museum. Un bâtiment séparé, adjacent à la maison d'origine, a été construit en 1955.
En 1926, le Haut-famille, pour qui le musée est nommé, a fait don de leur maison de famille sur Peachtree Street pour abriter la collection la suite d'une série d'expositions impliquant les Galeries ART Grand Central organisée par Atlanta collecteur J. J. Haverty. Beaucoup de pièces de la collection Haverty sont maintenant exposées en permanence dans le Haut. Un bâtiment séparé pour le Musée a été construit à côté de la maison familiale en 1955.
Le 3 juin 1962, 106 mécènes d'Atlanta, lors d'un voyage sponsorisé par le High Museum, sont morts dans l'écrasement du vol 007 d'Air France à l'Aéroport de Paris-Orly. Incluant l'équipage et les autres passagers, 130 personnes sont alors tuées dans ce qui était à l'époque la pire catastrophe de l'histoire de l'aviation civile. Plusieurs grandes familles d'Atlanta ont été touchées. Au cours de leur visite à Paris, les mécènes d'Atlanta avaient admiré La Mère de Whistler au Louvre. À l'automne 1962, le Louvre, comme par compassion et amitié envers les familles éprouvées envoie le tableau à Atlanta pour qu'il y soit exposé au musée de l'Atlanta Art Association sur Peachtree Street. Pour honorer la mémoire des victimes du crash aérien de 1962, l'Atlanta Memorial Arts Center est construit pour le High Museum of Art. Le gouvernement français fait alors don de la sculpture L'Ombre de Rodin au High Museum of Art.
En 1983 ouvre le pavillon Meier financé par une subvention de près de 8 millions de dollars de l'ancien président de Coca-Cola Robert W. Woodruff et de 20 millions de dollars recueillis par le Musée. Critiqué lors de son inauguration, le pavillon, aujourd'hui rebaptisé le Stent Family Wing, est maintenant un élément distinctif de musée. Durant le mandat du directeur Gudmund Vigtel (1963-1991), la taille de la collection permanente du musée a triplé, la dotation et les fonds d'affectation spéciale ont atteint plus de 15 millions de dollars et le nombre d'employés est passé de 4 à 150 pour un budget de fonctionnement plus de 9 millions de dollars par an.
En 2002, trois nouveaux bâtiments conçus par Renzo Piano ont doublé la taille du musée. Lorsque le musée a eu besoin de plus d'espace d'exposition pour l'art contemporain, une condominium de l'autre côté de la rue a été acquis. Son deuxième étage sert de lieu d'exposition.
Le Louvre a signé un accord avec le High Museum of Art d'Atlanta qui permet au musée américain d'exposer pendant trois ans 142 œuvres du musée parisien en 2006. Des projets culturels et scientifiques sont également en cours entre les deux musées.

## Collection
Le High Museum of Art compte plus de 14 000 œuvres d'art dans sa collection permanente. Plus d'un tiers de la collection a été acquis après les agrandissements de 1999. Outre les tableaux américains des XIXe et XXe siècles, le musée possède une collection d'art européen, d'arts décoratifs, d'arts moderne et contemporain et de photographie. En 1958, 29 tableaux des périodes de la Renaissance et du Baroque ont été légués par la Fondation Samuel H. Kress, établissant le noyau de la collection d'art européen du musée. Parmi les peintres de renom, la collection abrite des œuvres de Giovanni Bellini, Lucas Cranach l'Ancien, Vittore Carpaccio, Giovanni Battista Tiepolo, Martin Johnson Heade, Frederic Edwin Church et Dorothea Lange. La peinture française est tout particulièrement bien représentée par Alexandre-Évariste Fragonard, Nicolas de Largillierre, Nicolas Tournier, Charles-André van Loo, Eugène Fromentin, Alfred Dehodencq, Luc-Olivier Merson , Eugène Boudin, Charles-François Daubigny, Frédéric Bazille, Claude Monet, Camille Pissarro, Pierre Auguste Renoir, Maximilien Luce, Édouard Vuillard, Pierre Bonnard et Chaïm Soutine.
- Kehinde Wiley : Thiogo Oliveira do Rosario Rozendo (2009).

## Galerie

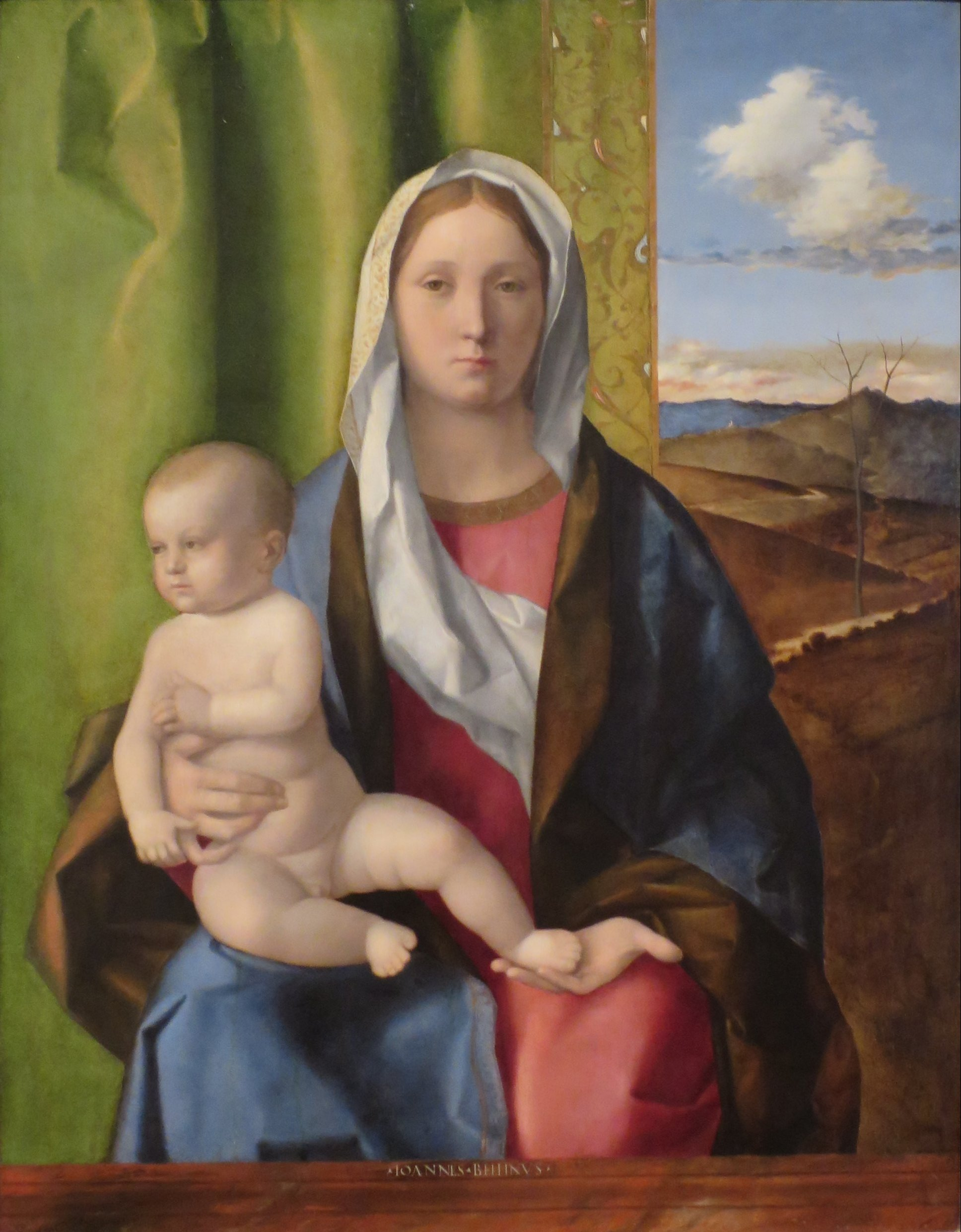
Giovanni Bellini, Vierge à l'Enfant, vers 1510
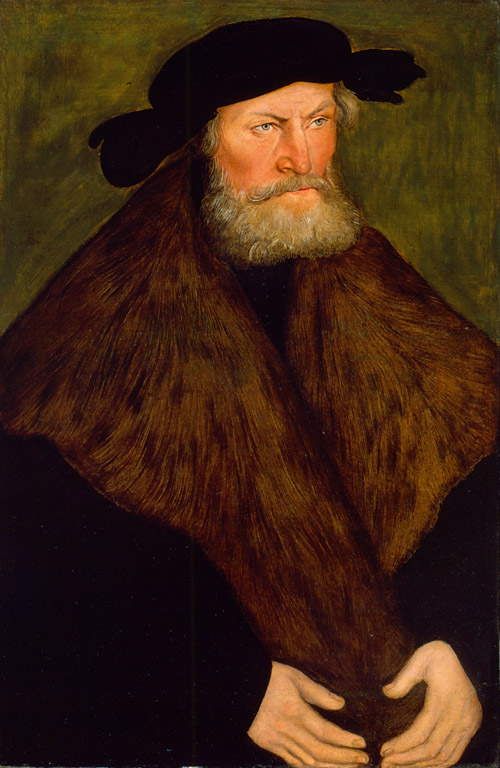
Lucas Cranach l'Ancien, Portrait of Duke Henry the Devout of Saxony, 1528
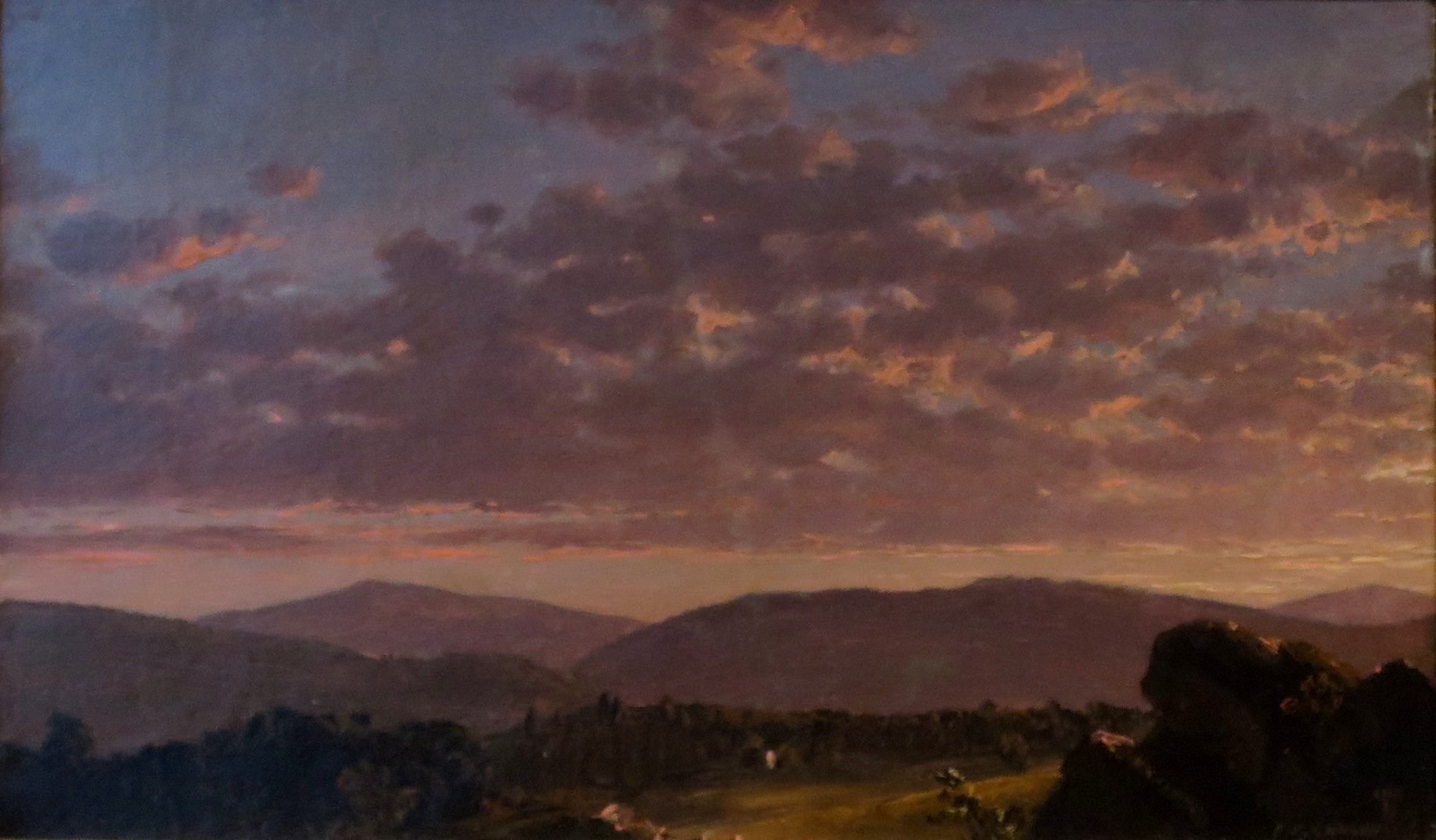
Frederic Edwin Church, Twilight in the Catskills, 1849
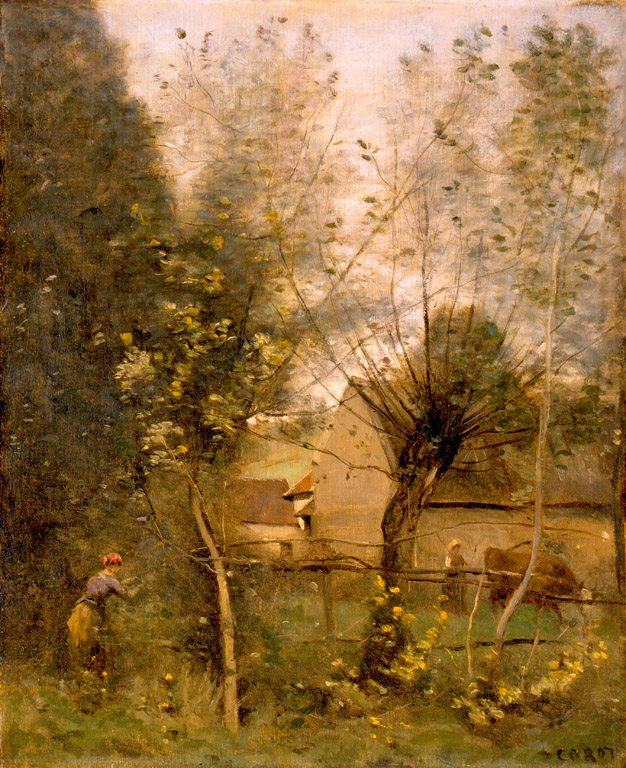
Jean-Baptiste-Camille Corot, Scène de ferme, 1865-1868
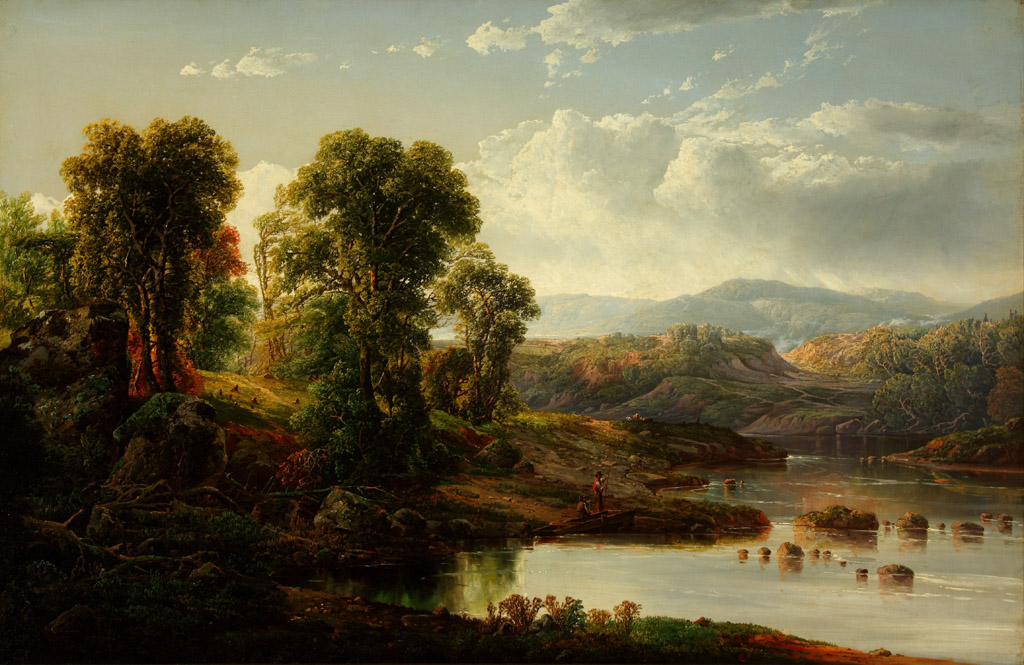
William Louis Sonntag Sr., Paysage avec pêcheurs, 1870
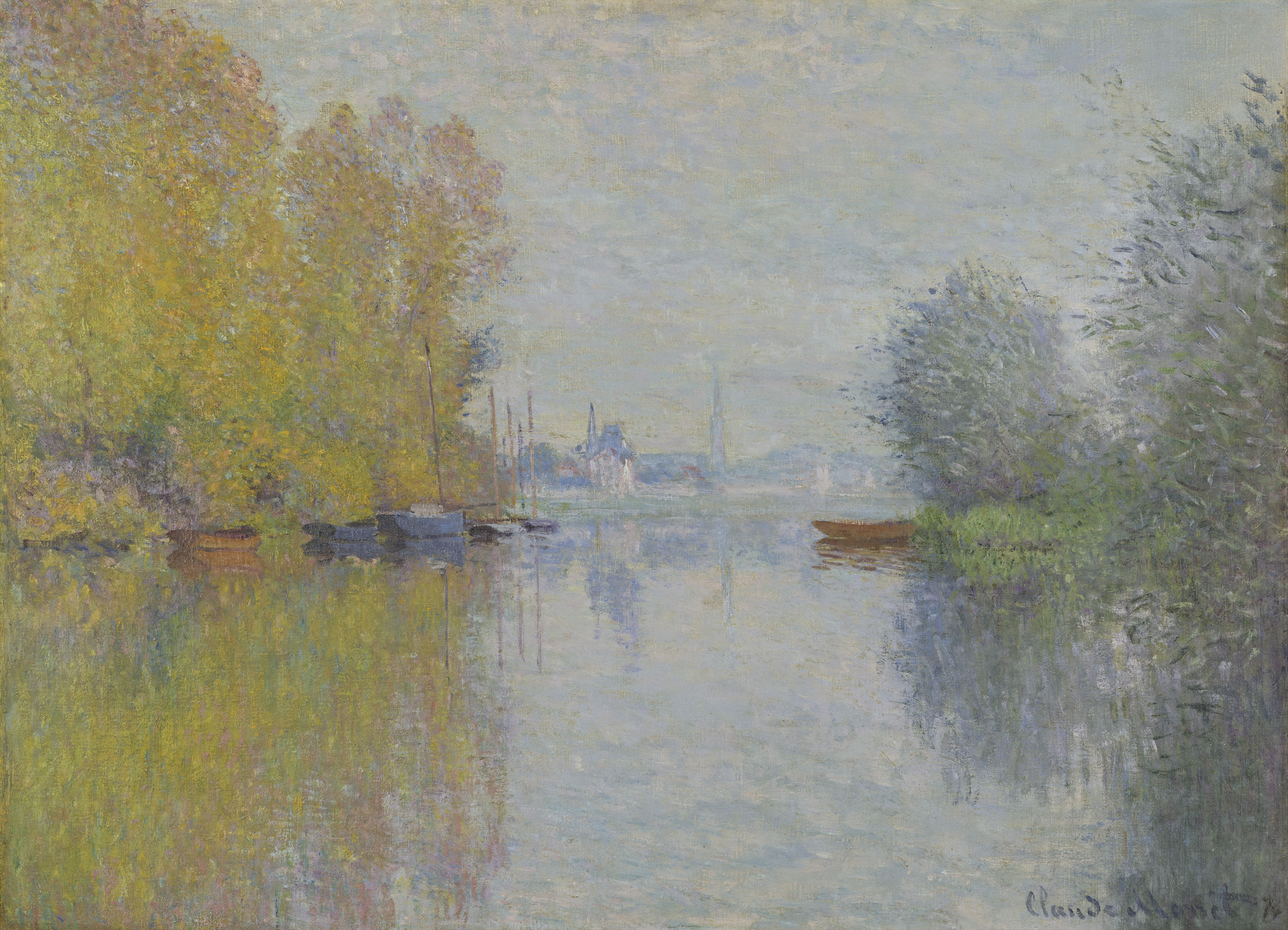
Claude Monet, Automne sur la Seine, Argenteuil, 1873
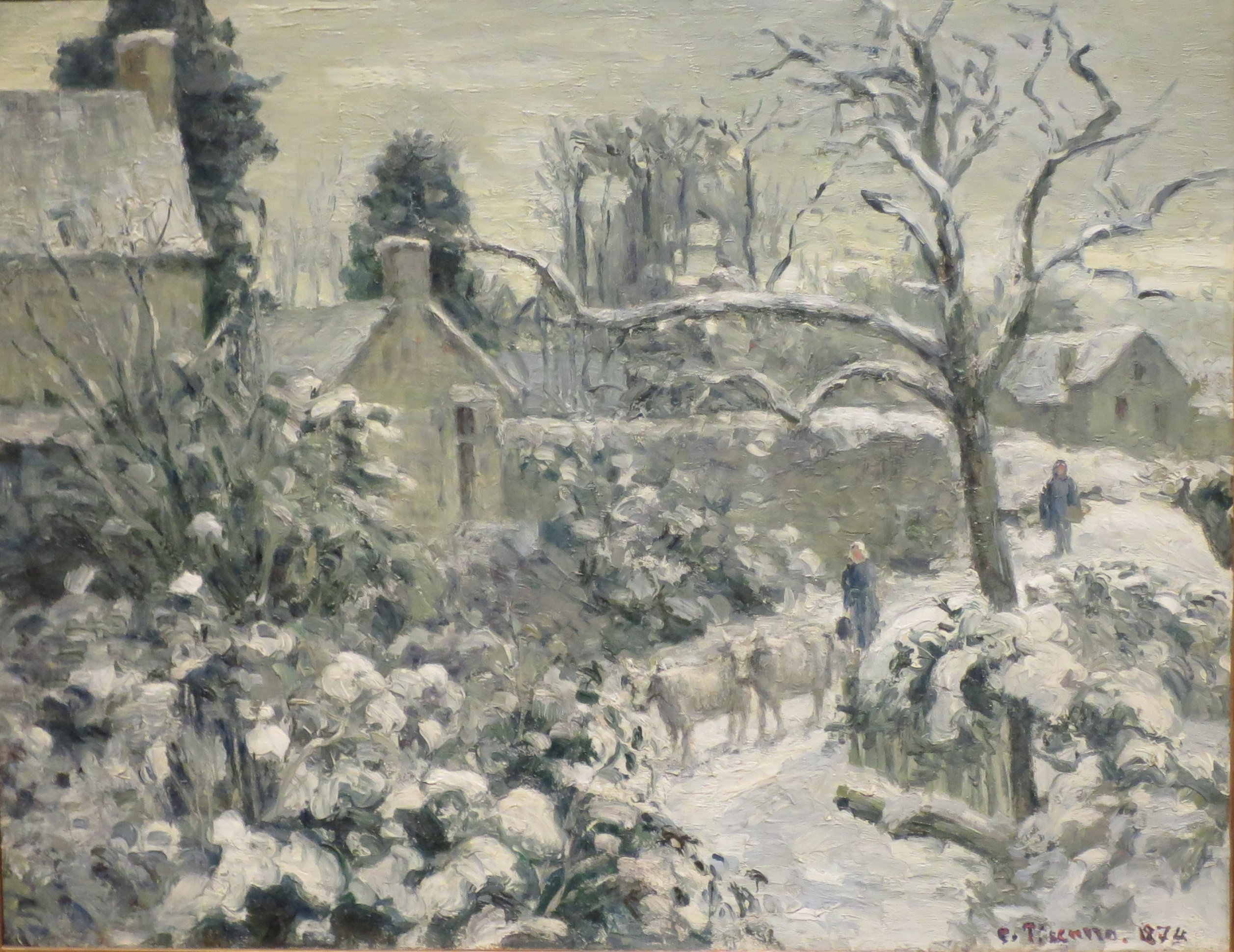
Camille Pissarro, Paysage enneigé aux vaches à Montfoucault, 1874
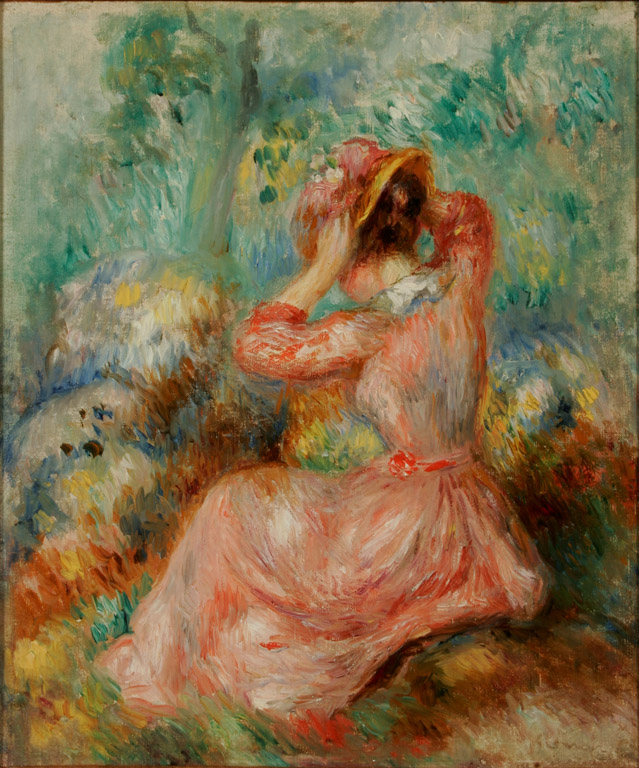
Pierre Auguste Renoir, Femme replaçant son chapeau, vers 1890
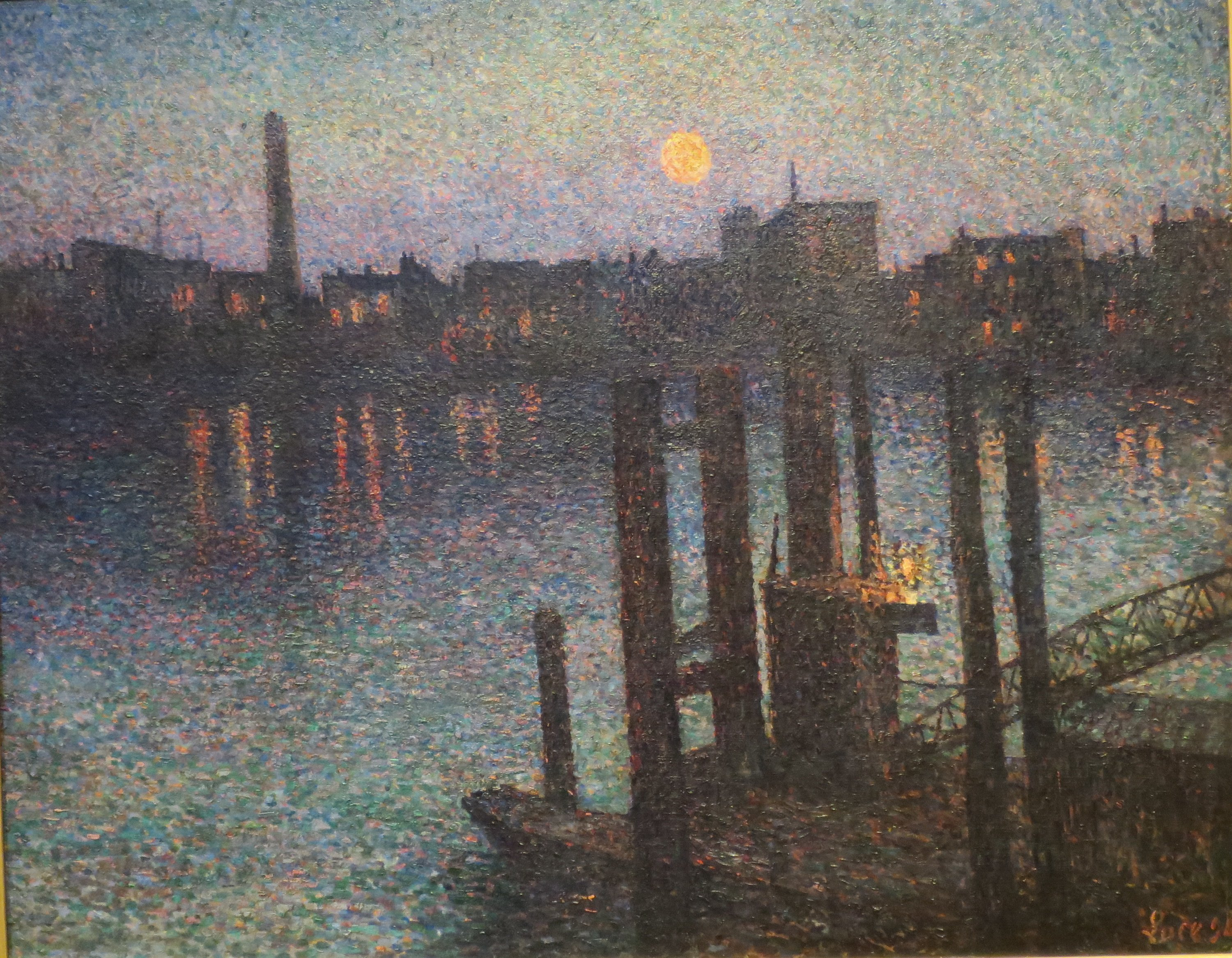
Maximilien Luce, Port de Londres, nuit, 1894
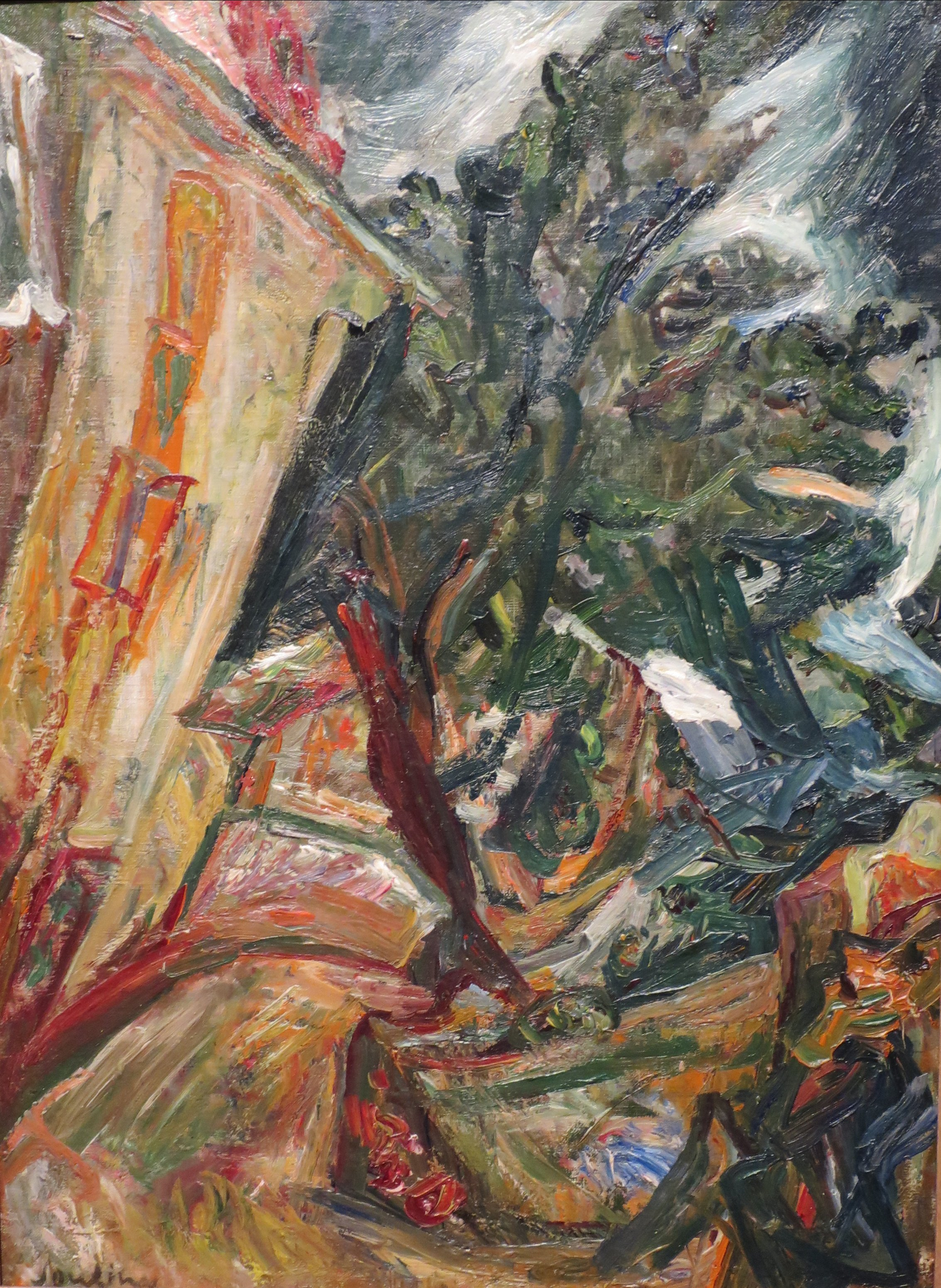
Chaïm Soutine, Paysage avec Figures-Céret, 1922
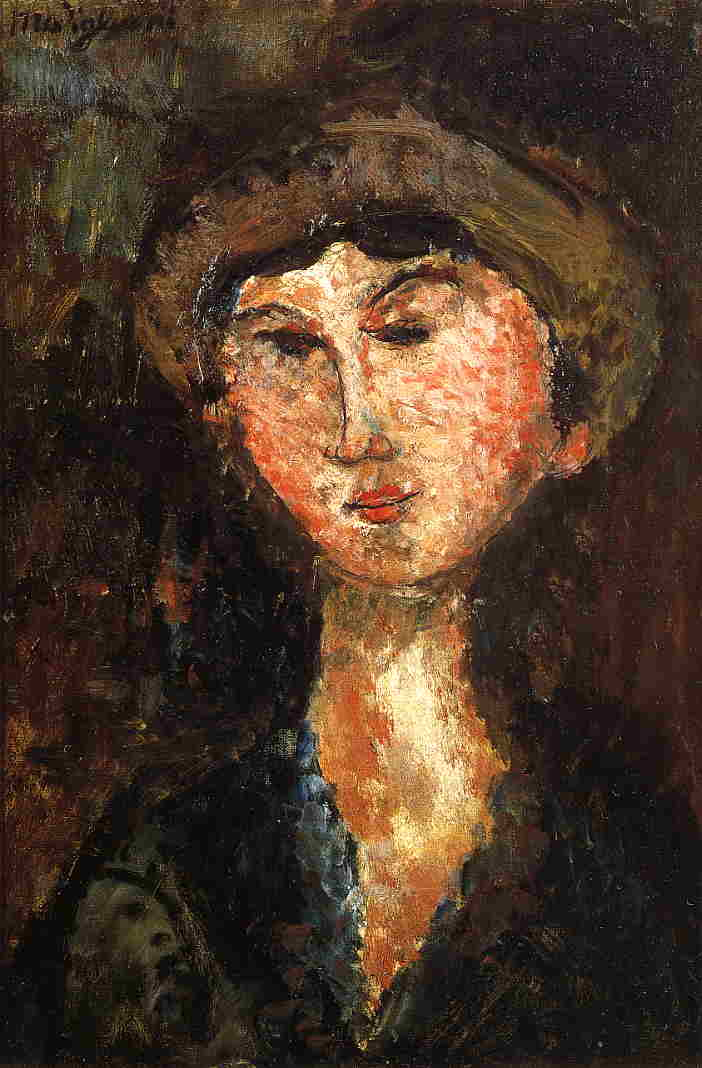
Amedeo Modigliani, Portrait de Beatrice Hastings, 1914